# Pomadasys taeniatus
Pomadasys taeniatus is een straalvinnige vissensoort uit de familie van grombaarzen (Haemulidae). De wetenschappelijke naam van de soort is voor het eerst geldig gepubliceerd in 1995 door McKay & Randall.